# Instituciones europeas en Estrasburgo

El Blasón de Strasbourgo.

La bandera de la Unión Europea.

Estrasburgo es la sede de muchas instituciones europeas. Una veintena de organizaciones internacionales tienen allí su sede, entre ellas el Consejo de Europa (organización no perteneciente a la Unión Europea), el Parlamento Europeo y la Comisión Central para la Navegación del Rin, la organización internacional activa más antigua del mundo.
Esta concentración de instituciones europeas y la presencia de 75 representaciones diplomáticas y consulados, permite a Estrasburgo reclamar el título de «capital europea»..

## Distrito europeo de Estrasburgo
El barrio europeo abarca los barrios de la Orangerie, el Robertsau y el Wacken, al noreste del centro de la ciudad, en el borde de la cuenca del Ill formada por la intersección del río Ill y el canal del Marne al Rin.

### Historia
El primer edificio del distrito construido específicamente para una institución europea fue la Maison de l'Europe. Diseñado para el Consejo de Europa, fue erigido frente al Parque de la Orangerie, en el emplazamiento de la antigua plaza André Le Nôtre, entre 1949 y 1950 por el arquitecto Bertrand Monnet.
El edificio B del Consejo de Europa se construyó entre 1953 y 1954 en la parte trasera de la Maison de l'Europe.
En 1957, la ciudad de Estrasburgo solicitó ser sede del Parlamento Europeo. Propuso tres emplazamientos para las instituciones europeas: Robertsau, Oberhausbergen y Scharrachbergheim. Estrasburgo fue elegida como sede del Parlamento al año siguiente por el simbolismo de la reconciliación franco-alemana y también porque la ciudad ya albergaba instituciones europeas. Finalmente, los proyectos originales de 1957 no se llevaron a cabo, aunque el distrito europeo sí se hizo realidad en el sector Orangerie - Robertsau - Wacken.
El Centro Europeo de la Juventud fue construido en 1972 por dos arquitectos noruegos en medio de las instalaciones deportivas de Wacken.
El Palacio de Europa se construyó entre 1972 y 1977 en el emplazamiento de las antiguas pistas de tenis. Sustituyó a la Casa de Europa como sede del Consejo de Europa, y su hemiciclo fue utilizado también por el Parlamento Europeo. La Casa de Europa, ahora demolida, se encontraba en el emplazamiento del vasto césped frente al actual palacio.
Entre 1980 y 1991, el Parlamento Europeo construyó tres edificios de oficinas en la orilla derecha del Ill. Están conectadas con el Palacio de Europa por una pasarela.
El villa Schutzenberger está ocupado por la Asociación Parlamentaria Europea (APE) desde 1989 y por el Observatorio Audiovisual Europeo desde 1992.
El Palacio de los Derechos del Hombre fue construido entre 1991 y 1995 -al norte del Canal del Marne al Rhin, para sustituir al antiguo edificio construido a raíz del Convenio Europeo de Derechos Humanos en 1965, utilizado por el Tribunal Europeo de Derechos Humanos, que se encontraba en la parte trasera del Palacio de Europa.
A partir de 1973, la Farmacopea Europea ocupó la antigua casa de postas de mediados del siglo XVIII, que también había servido de hostal y luego de edificio conventual, a la entrada del Robertsau. Tras la construcción del Palacio de los Derechos Humanos, el edificio fue desmantelado y trasladado a su ubicación actual un poco más al norte. En la actualidad está ocupado por el Instituto Internacional de Derechos Humanos.
El nuevo Parlamento Europeo - IPE 4 - se construyó de 1993 a 1999 en la orilla izquierda del Ill. Está unido a los otros tres IPE de la orilla opuesta por una pasarela sobre el Ill.
Varios cerezos japoneses fueron plantados por la cuenca del Ill el  para celebrar la amistad entre Estrasburgo y el distrito de Nerima en Tokio
La sede de Arte, antes dispersa en varios edificios de la ciudad, se unificó en un amplio edificio cerca del Parlamento Europeo en 2003.
El  fue testigo de la ampliación del tranvía de Estrasburgo hasta el barrio europeo, con la inauguración por parte del Presidente del Parlamento Europeo, Hans-Gert Pöttering, el Secretario General del Consejo de Europa Terry Davis y el teniente general Pedro Pitarch, del Cuerpo Europeo de Reacción Rápida, las emisoras Parlamento Europeo, Droits de l'Homme y Robertsau Boecklin..
Mientras que el Consejo de Europa inauguró dos nuevos edificios en 2005 y 2007 (la nueva Farmacopea Europea y el Agora), la Unión Europea no ha construido ningún edificio en Estrasburgo desde 1999, sino que ha comprado un antiguo edificio utilizado por el Consejo de Europa.
Las obras de la nueva Escuela Europea de Estrasburgo, creada en 2008, comenzaron en 2013 y se completaron al inicio de la 2015. Se encuentra a orillas del río Ill, al norte del Palacio de los Derechos Humanos, y acoge a un millar de alumnos desde el jardín de infancia hasta el instituto. Esta nueva estructura sustituye y reúne en un solo lugar, cerca de las instituciones europeas, los edificios prefabricados que anteriormente ocupaba la escuela y que estaban instalados en el sector del Boulevard d'Anvers. La nueva escuela, con una superficie de 12 000 m2, ha costado 36,2 millones de euros financiados por la ciudad, la región de Alsacia y el departamento de Bas-Rhin.
Por último, en el marco del desarrollo del Distrito comercial de Archipel, se han previsto 30 000 m2 de reservas de terreno para las instituciones europeas.
Al igual que el «Paseo de la Fama» californiano, el Adoquines para Europa nació en 2014. Entre el edificio principal del Consejo de Europa y el bulevar que lo bordea se han instalado estrellas con una cita de una personalidad europea sobre el tema europeo.
Ocho bancos, imaginados por diseñadores europeos, se instalaron entre el Parlamento Europeo y el Palacio de los Derechos Humanos en mayo de 2015. En diciembre de ese mismo año, el barrio europeo recibió el Sello de Patrimonio Europeo.
Dentro del IPE 4 se creó un museo dedicado al Parlamento Europeo, denominado Parlamentarium e inspirado en el museo homónimo de Bruselas. Se inauguró el .
El acceso al paseo Alcide de Gasperi, que bordea el IPE 4, está bloqueado por pesadas verjas metálicas desde finales de 2015. En 2018, el Parlamento Europeo hizo instalar alambre de espino y puertas metálicas en la orilla opuesta, el quai du bassin de l'Ill. El dispositivo se completa con la plantación de arbustos espinosos mientras se instalan ventanas blindadas a lo largo del paseo Alcide de Gasperi. Numerosas asociaciones estaban indignadas por la instalación de este dispositivo, calificado de "bunkerización". Varias manifestaciones y una petición han exigido que se mantenga el acceso al muelle del Bassin du Ill y que se reabra el paseo Alcide de Gasperi. El ayuntamiento indica que el muelle de la cuenca del Ill solo se cerrará durante las sesiones parlamentarias, lo que deja numerosas dudas entre las asociaciones de vecinos, y no da nuevas indicaciones sobre el paseo Alcide de Gasperi.
A finales de 2019 comenzó la construcción de los edificios Osmose. Construidos en el marco del distrito de negocios Archipel, estos edificios pretendían completar la oferta inmobiliaria del Parlamento Europeo.

### Edificios principales
Consejo de Europa, "Europa del 47":

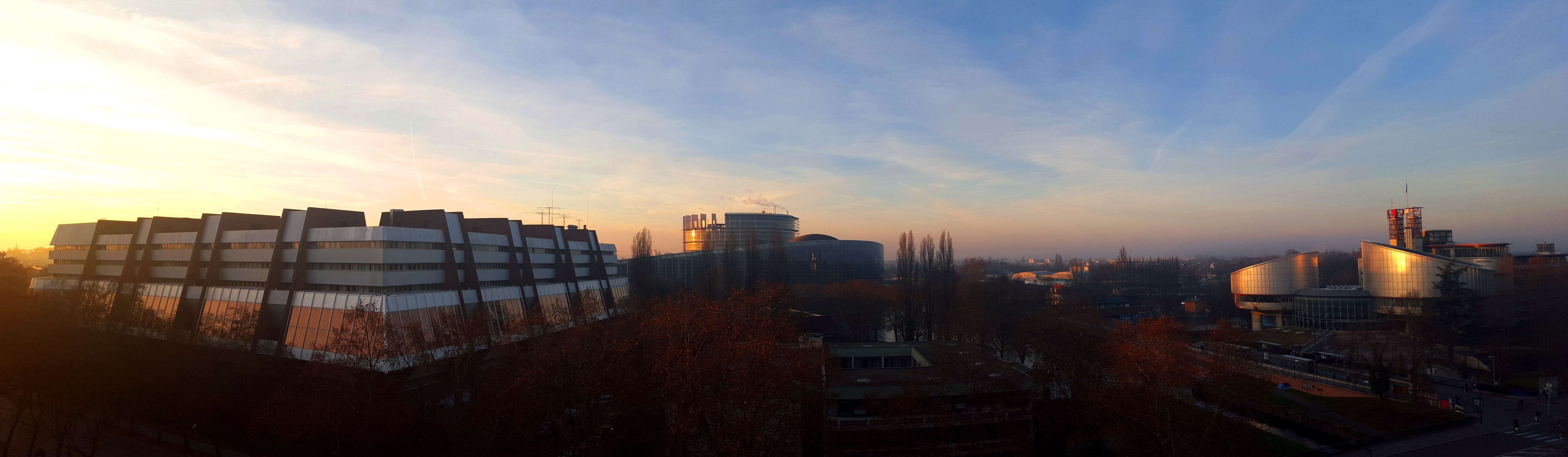
Vista panorámica del Barrio Europeo, de izquierda a derecha: el Palais de l'Europe, el edificio Louise-Weiss y el Palacio de los Derechos Humanos.

- Palacio de Europa (Henry Bernard, 1977), sede del Consejo de Europa, avenue de l'Europe;
- Edificio del Tribunal Europeo de Derechos Humanos (Richard Rogers, 1995), Tribunal Europeo de Derechos Humanos, Quai Ernest-Bevin;
- Agora (Denu & Paradon, 2007), edificio anexo al Consejo de Europa, quai Jacoutot;
- Farmacopea Europea (Denu & Paradon y Art Building, 2005), Dirección Europea de Calidad del Medicamento, allée Kastner;
- Centro Europeo de la Juventud (Nils Slaatto y Kjell Lund, 1972), 30 rue Pierre de Coubertin;
- Edificio D del Consejo de Europa (Bertrand Monnet, Pierre Appril y Françoise Papillard), antigua sede del Tribunal Europeo de Derechos Humanos inaugurado el  por Pierre Pflimlin,[23] actualmente alberga el Tribunal Administrativo del Consejo de Europa y la biblioteca del Consejo de Europa, rue Sforza ;
- Villa Schutzenberger (Jules Berninger y Henri Gustave Krafft, 1897-1900), Observatorio Audiovisual Europeo, 76 allée de la Robertsau.

Unión Europea, "Europa de los 27":
- Edificios del Parlamento Europeo - IPE 1, 2 y 3, (François Sauer y J. P. Friedmann, 1980-1991), edificios Winston Churchill, Salvador de Madariaga y Pierre Pflimlin, avenue Robert Schuman y allée Spach ;
- IPE 4 Edificio Louise-Weiss (Estudio de arquitectura, 1999), Parlamento Europeo, su torre circular que alcanza los 70 metros de altura lo convierte en el tercer edificio más alto de la ciudad,[24] allée du Printemps;
- Edificio Vaclav-Havel (Bertrand Monnet, 1954), actualmente el edificio más antiguo del distrito construido específicamente para albergar una institución europea. Antiguo edificio B del Consejo de Europa, fue comprado por el Parlamento Europeo en 2012 y rebautizado como edificio Václav Havel. Las obras de rehabilitación y modernización comenzaron a finales de 2014 para albergar la sede del Defensor del Pueblo Europeo así como las oficinas de los parlamentarios, Spach Lane;
- Edificios de la Osmose frente a la entrada principal del Parlamento, en el distrito de Wacken.

Otros :
- Antigua oficina de correos (alrededor de 1650), Instituto Internacional de Derechos Humanos, 2 allée René Cassin;
- Sede de Arte (Paul Maechel, 2003), 4 quai du Chanoine Winterer ;
- Villa du Kaysersguet, esta antigua villa del siglo XVIII situada a la entrada del Robertsau se ha convertido en un Lugar de Europa destinado a informar a los visitantes sobre las distintas instituciones europeas presentes en Estrasburgo. La inauguración tuvo lugar el  ;
- Escuela Europea (Auer & Weber y DRLW, 2015), el último edificio del distrito, las obras se iniciaron en 2013 y se terminaron para el inicio del curso escolar 2015, calle Peter Schwarber.

Al mismo tiempo que la inauguración de la Lieu d'Europe, la ciudad de Estrasburgo estableció un itinerario europeo de 2,5 km que permite descubrir los distintos edificios del barrio gracias a los marcadores con flechas y a los paneles informativos. Se inauguró el .
Varias esculturas y obras de arte contemporáneas están repartidas por el barrio, sobre todo en el césped del Palacio de Europa, el quai du bassin de l'Ill y la avenida Robert Schumann.
La mayoría de las calles del distrito han recibido (o rebautizado) nombres relacionados con instituciones o personalidades europeas: avenidas de Europa y Robert Schuman, allées des Droits de l'homme y René Cassin, rue Sforza, quai Ernest Bevin, promenade Alcide de Gasperi.

### Galería

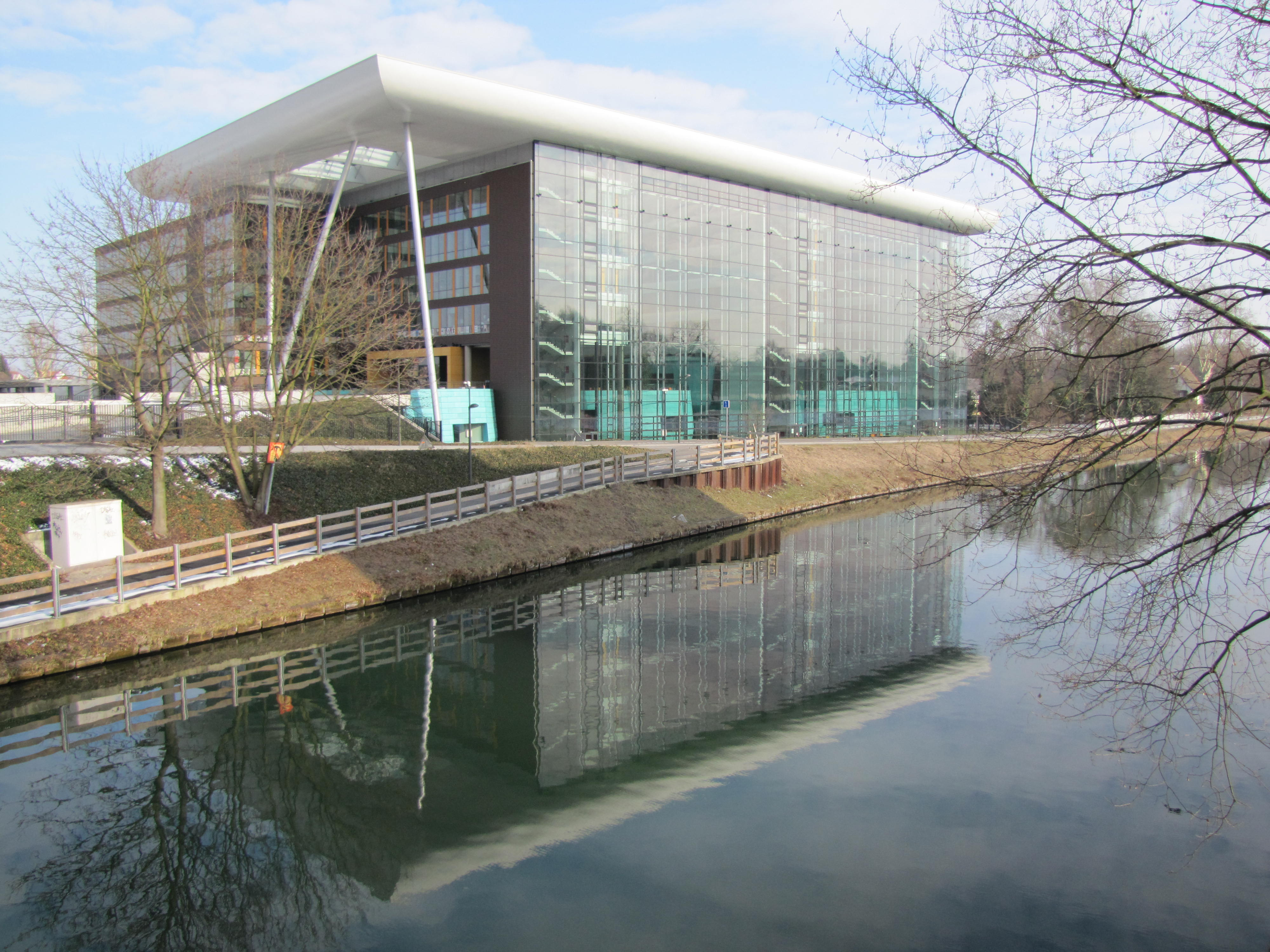
El Ágora.
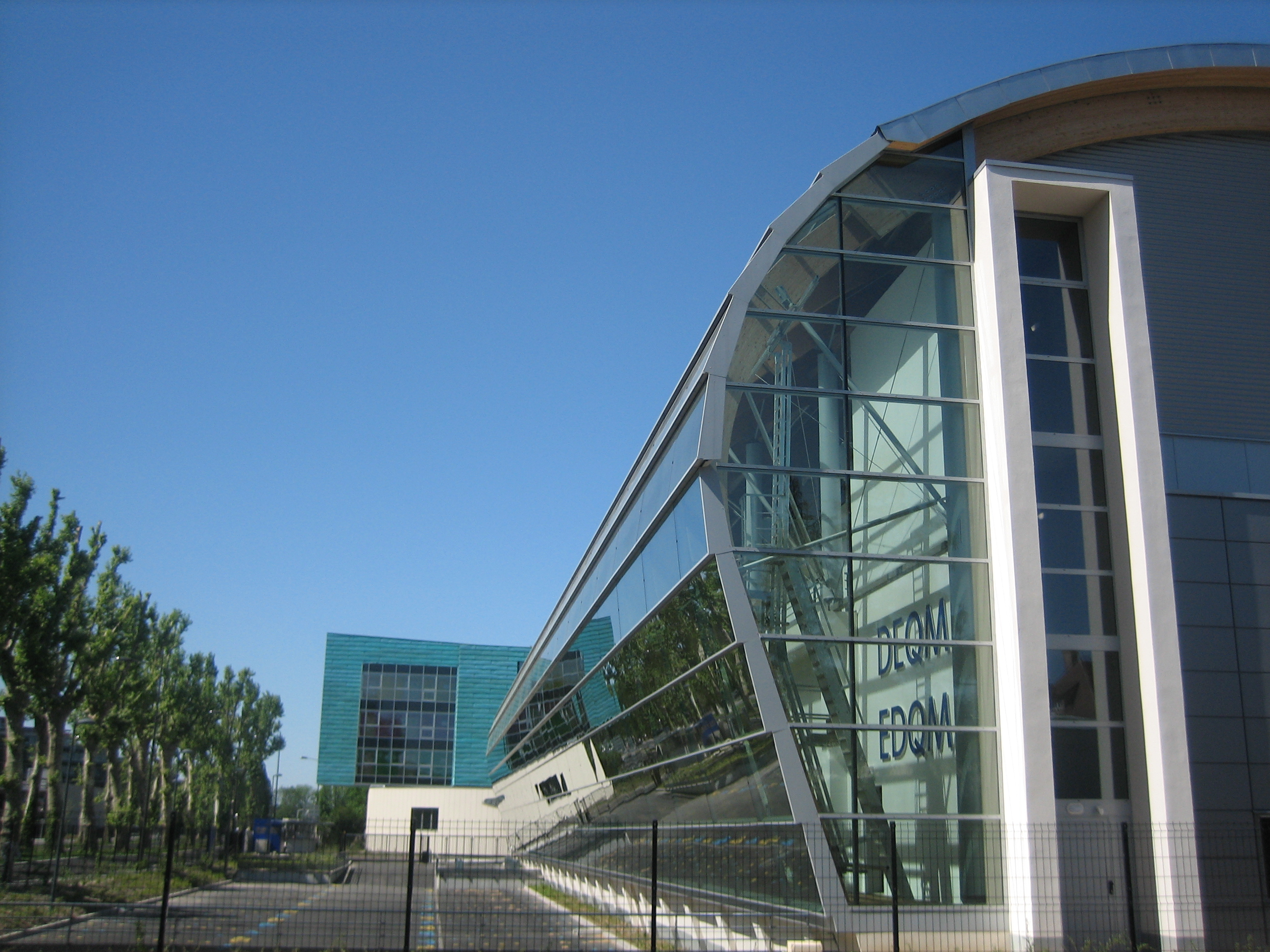
La farmacopea europea.
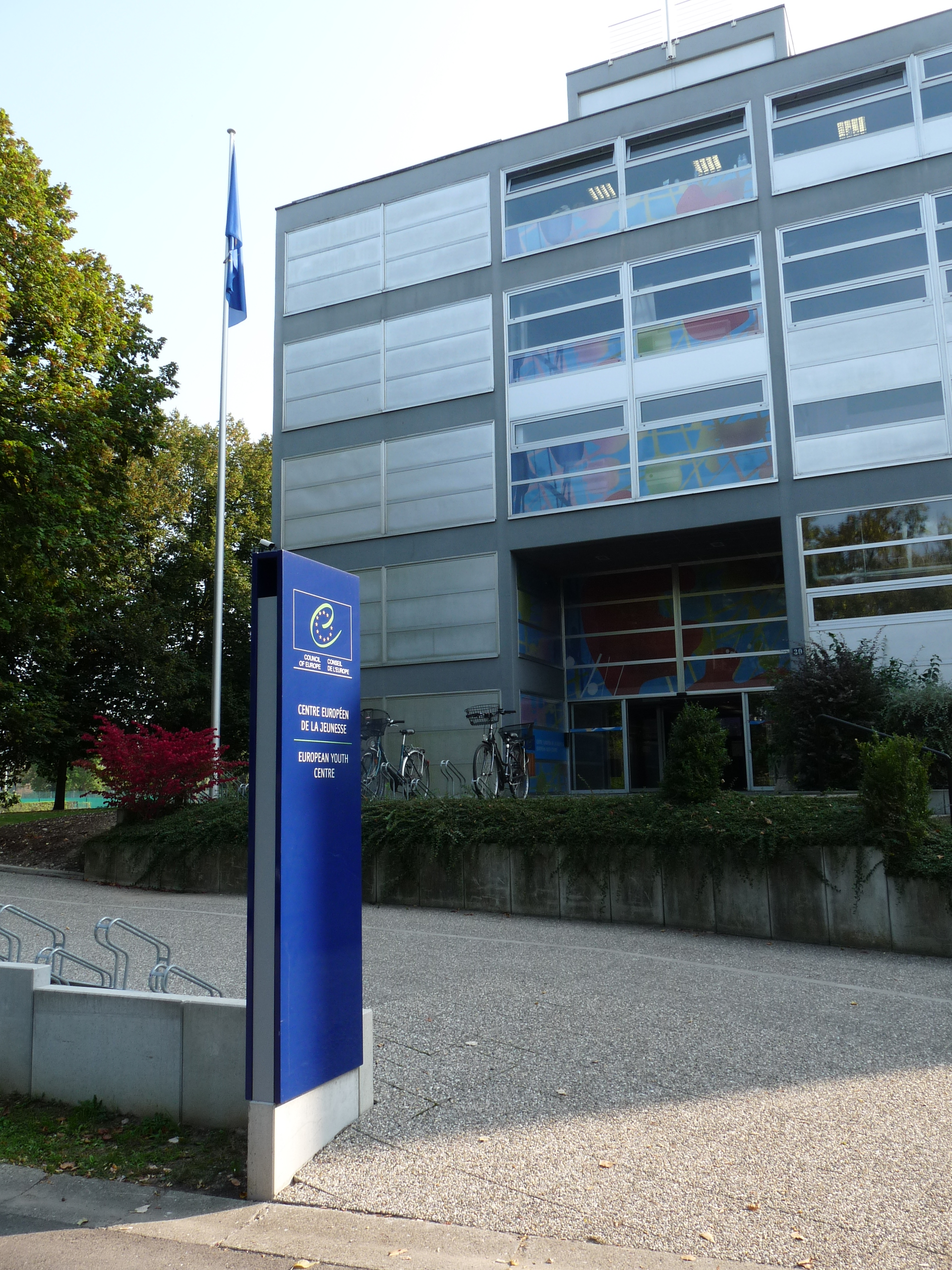
El Centro Europeo de la Juventud.
El asedio de Arte.
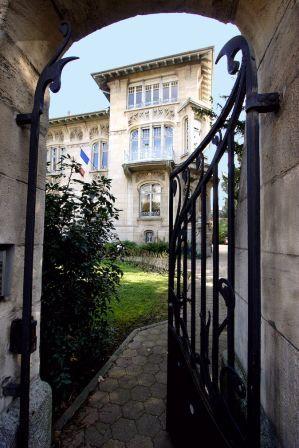
La villa Schutzenberger.
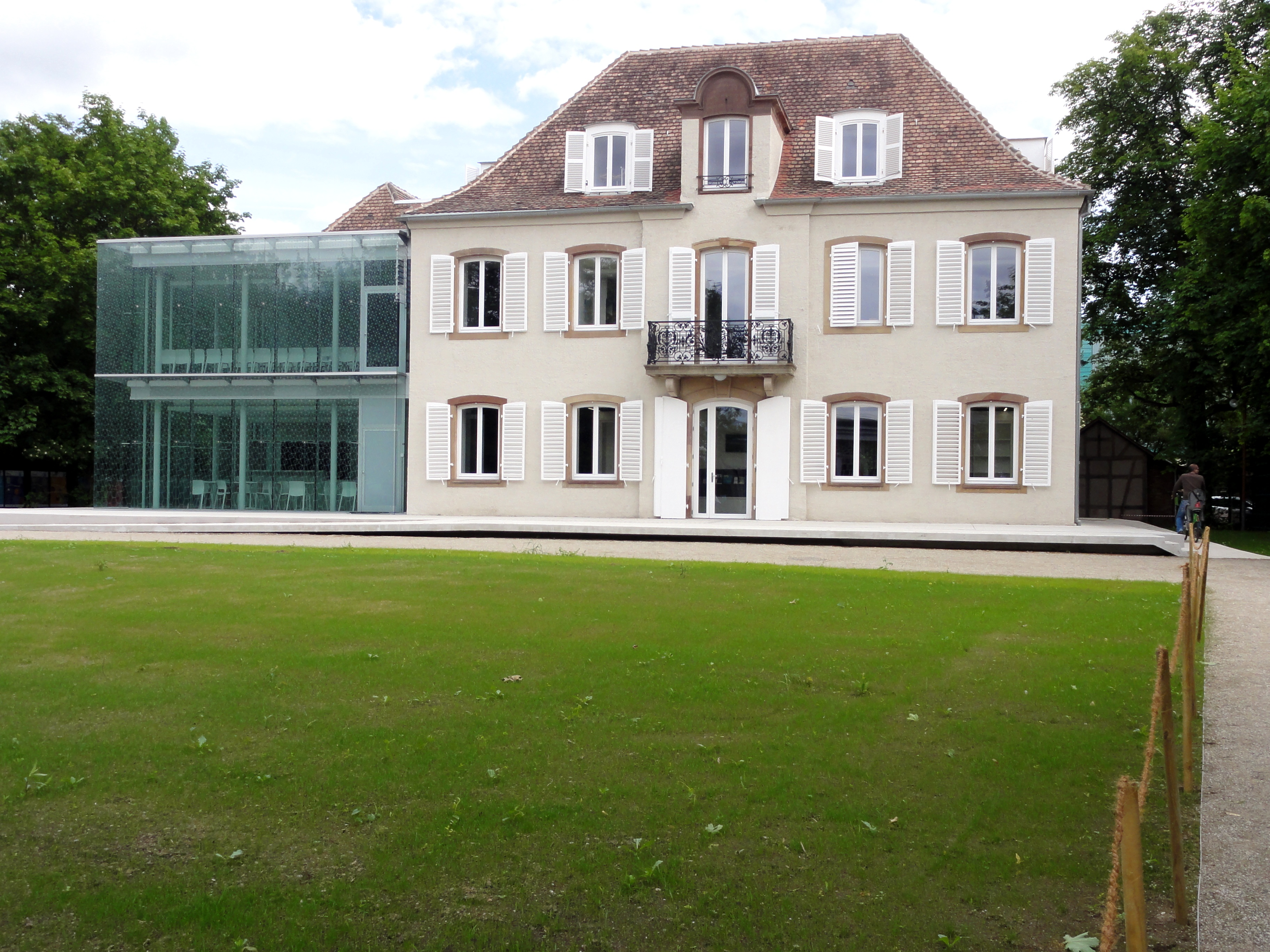
La villa de Kaysersguet.

### Transporte público
Tranvía de Estrasburgo y Autobús de alto servicio de Estrasburgo:
- Línea E Parlement européen - Droits de l'Homme - Robertsau Boecklin estaciones;
- Estación de la línea H Parlamento Europeo.

Lista de líneas de autobús en Estrasburgo:
- líneas 6, 30 y 72 paradas Orangerie - Conseil de l'Europe - Droits de l'Homme - Robertsau Boecklin ;
- línea 1 parada Robertsau Boecklin;
- Parada de autobús Robertsau Robertsau Boeckin ;
- Autobús del Palacio de Europa (Gare Centrale - Palais de l'Europe) sólo durante las sesiones.

## Historia y instituciones

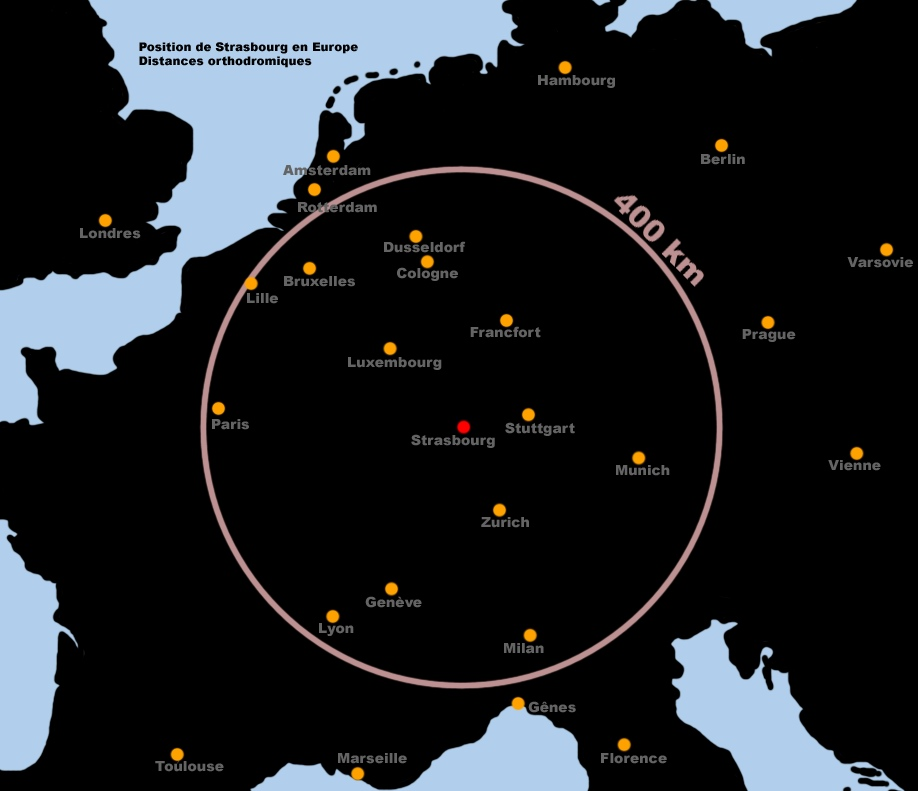
Localización de Strasburgo en Europa.

La primera institución que se instaló en la ciudad fue la Comisión Central para la Navegación del Rin. Fundada en 1815 por el Congreso de Viena, es la organización internacional más antigua del mundo, pero no fue hasta 1920 cuando se trasladó al antiguo palacio imperial de la Place de la République, rebautizado como Palacio del Rin, en Estrasburgo. Su función es fomentar la prosperidad garantizando un alto nivel de seguridad para la navegación en el Rin y sus alrededores.
Sin embargo, la importancia europea de Estrasburgo proviene de la creación de instituciones tras la Segunda Guerra Mundial. El movimiento de integración europea dio lugar a la creación de nuevas entidades.
La primera institución que se estableció en Estrasburgo después de la guerra fue la Comisión Internacional del Estado Civil, fundada en 1948. El Consejo de Europa se creó unos meses después, el . Su primera reunión tuvo lugar en el Palacio de la Universidad de Estrasburgo. La Comunidad Europea del Carbón y del Acero (el precursor de la Unión Europea) nació el 23 de julio de 1952. A continuación, se estableció gradualmente una Europa pacífica, unificada y próspera. El Consejo de Europa fue responsable del Convenio Europeo de Derechos Humanos de 1950, y la Unión Europea publicó la Carta de los Derechos Fundamentales de la Unión Europea en 2000.
Uno de los impulsos más importantes para hacer de Estrasburgo la sede de muchas instituciones europeas provino del Ministro de Asuntos Exteriores británico Ernest Bevin, cuya hija de uno de sus asesores más cercanos había estudiado en la ciudad. Aunque Bevin afirma públicamente que los aspectos multiculturales y multiconfesionales de la ciudad, así como su posición geográfica en el corazón de Europa (occidental), fueron los criterios por los que se eligió, en privado dio una razón muy diferente: ¿Estrasburgo? Perfecto, nadie irá allí.
En 2016, tras el Brexit, Estrasburgo fue también candidata a albergar la Agencia Europea del Medicamento, pero finalmente Francia prefirió la candidatura de Lille en abril de 2017.

### Consejo de Europa

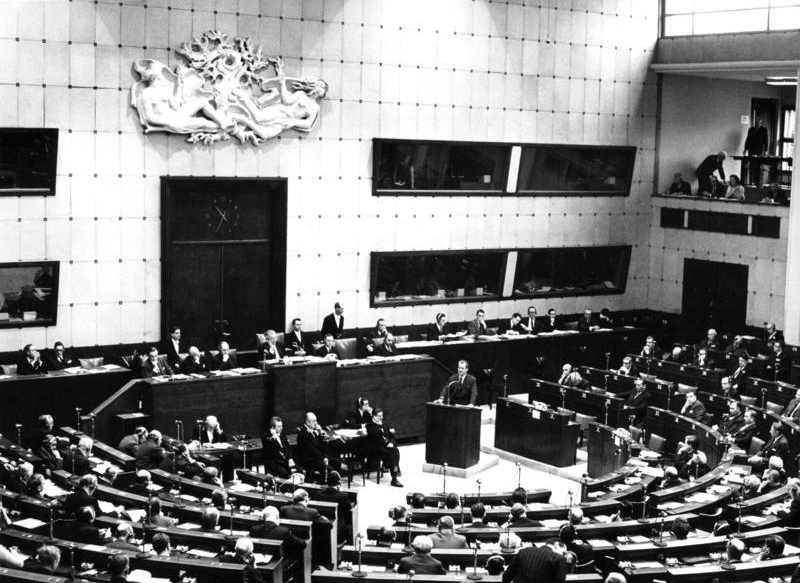
Una sesión de la Asamblea del Consejo de Europa en enero de 1967, en Estrasburgo, en la Casa de Europa, que se encontraba en el lugar del actual Palais de l'Europe.

Hasta 1999, el Consejo de Europa compartía el hemiciclo del Palacio de Europa con el Parlamento Europeo. 
El primer edificio terminado fue la Casa de Europa, inaugurada en 1950 pero demolida en 1977 cuando fue sustituida por el actual Palacio de Europa.
El Palacio de Europa y la villa Schutzenberger, de estilo Art Nouveau, se encuentran en la quartier de l'Orangerie, mientras que el Tribunal Europeo de Derechos Humanos, la farmacopea y el edificio del Ágora se encuentran en el barrio de Robertsau. El edificio Agora fue elegido mejor proyecto inmobiliario de centro de negocios internacional 2007 (el 13 de marzo de 2008 en el MIPIM 2008) y marcó el final provisional de los nuevos edificios del Consejo de Europa. El Ágora fue inaugurada oficialmente el 17 de abril de 2008 por el Ministro de Asuntos Exteriores francés Bernard Kouchner.

### Unión Europea

#### Parlamento Europeo
El Parlamento Europeo tiene cinco edificios en el distrito. Utilizó el hemiciclo del Consejo de Europa para celebrar sus sesiones, hasta 1999, cuando se terminó su nuevo edificio principal, el IPE 4 Louise-Weiss, en la orilla opuesta al Palacio de Europa (en el barrio de Wacken). Está conectada por una pasarela con los edificios de oficinas que se extienden en arco alrededor del Palacio de Europa.
El Parlamento Europeo acoge a unos 140 000 visitantes al año.

##### Controversia
La ubicación del Parlamento Europeo es controvertida, debido a que no sólo funciona en Estrasburgo, sino también en Bruselas y Luxemburgo, donde se encuentra su secretaría. Esta división conllevaba dificultades financieras, medioambientales y prácticas. Sin embargo, el Tratado de Maastricht en 1992 y el Tratado de Ámsterdam en 1997 confirmaron a Estrasburgo como sede oficial del Parlamento Europeo.
El 24 de octubre de 2006, el Parlamento compró formalmente todos sus edificios de Estrasburgo, que pertenecían a la ciudad, sellando así sus raíces en la capital alsaciana.

#### Defensor del Pueblo Europeo
El edificio Vaclav Havel también alberga otro organismo de la Unión Europea, del que Estrasburgo es sede oficial desde 1992, el Defensor del Pueblo Europeo.

### Asociación Parlamentaria Europea
La Asociación Parlamentaria Europea (EPA) ocupa la Villa Schutzenberger. Esta asociación, creada en 1983, reúne a los diputados del Parlamento Europeo y a los representantes de la Asamblea Parlamentaria del Consejo de Europa con el fin de promover estas instituciones.

### Instituciones educativas francesas

#### ENA
La Escuela Nacional de Administración, fundada en 1945 en París, se trasladó a Estrasburgo tras un decreto en 1991 y se estableció en la ciudad de forma permanente en 2005. La gestión se había transferido desde el principio, pero los estudiantes seguían teniendo que asistir a la mitad de sus cursos en cada ciudad hasta este año 2005. En el momento de este traslado y en consonancia con su apertura europea, la escuela pasó a formar parte del Centro de Estudios Europeos de Estrasburgo (CEES) de la Universidad de Estrasburgo y ahora tiene el título de Escuela Europea de Gobernanza.
La ENA se encuentra en la antigua comandancia de Saint-Jean, utilizada como prisión hasta los años 80, entre la Petite France y la estación centrale.

#### Instituto de Estudios Europeos Avanzados
Otra institución académica en sintonía con Europa es el «Instituto de Altos Estudios Europeos». (IHEE), alojado en la villa Art Nouveau Knopf (construida en 1903-1905), cerca del Barrio Europeo. La escuela se fundó en 1953 y entonces se llamaba Centre universitaire des hautes études européennes. El IHEE se fusionó con el IEP de Strasbourg el 15 de febrero de 2013.

### Relaciones de información
En Estrasburgo también se encuentran varios centros de información de la UE, como el Centro de Información sobre las Instituciones Europeas (CIIE), el Centro Euro-Info (EIC), la Antena MEDIA y los Centros de Documentación Europea (CDE), así como el Portal Europeo de la Movilidad Laboral, la red EURES.

### Otras entidades
Aunque otras entidades se han instalado en la ciudad, la mayoría de ellas no están relacionadas con el Consejo de Europa o la Unión Europea, pero trabajan más o menos en colaboración con ellos.
Entre ellas se encuentran la Comisión Internacional del Estado Civil, el Instituto Internacional de Derechos Humanos (fundada en 1969), la Fundación Europea de la Ciencia (fundada en 1974) (fundada en 1974) situada en el antiguo convento de los Récollets en la Grande Île, la Asamblea de las Regiones de Europa (creado en 1985) y el Programa Científico de la Frontera Humana concebido en 1986 y lanzado en 1989.
Estrasburgo es también la sede principal del canal de televisión franco-alemán Arte desde su creación en 1991.
El cuartel general del Cuerpo Europeo de Reacción Rápida se encuentra en el quartier Aubert de Vincelles, su «Batallón del Cuartel General del Cuerpo Europeo de Reacción Rápida» se encuentra en el quartier Lizé en Neuhof. El 291.º Jägerbataillon de la Brigada franco-alemana está de guarnición en el quartier Leclerc en Illkirch-Graffenstaden desde 2010.
El centro de acogida de las bases de datos del espacio Schengen (Sistema de Información de Schengen), dependiente de la Agencia de la Unión Europea para la Gestión Operativa de Sistemas de Información a Gran Escala (EU-Lisa), se encuentra en la calle de la Faisanderie en Neuhof.
Por último, Estrasburgo también acoge la asociación Apollonia, creada en 1998, que se define como una plataforma de cooperación en el ámbito de las artes visuales entre los países europeos y, más concretamente, con los países de Europa Central y Oriental, los Balcanes, los países ribereños del Mar Báltico y el Cáucaso Sur. La asociación se creó a partir del trabajo realizado desde 1994 por el Consejo de Europa en el marco del Programa Europeo de Intercambio de Arte.
Además, Estrasburgo es la segunda ciudad diplomática francesa con 1 embajada, 41 consulados entre ellos el de Alemania, Bélgica, el Luxemburgo, el Portugal, hasta 47 representaciones permanentes de Estados miembros ante el Consejo de Europa, así como un centenar de ONG internacionales.
El 1 de enero de 2021, los consejos departamentales de Bajo Rin y Alto Rin se fusionan en la Colectividad Europea de Alsacia. Esta nueva Colectividad territorial, cuya sede se encuentra en Estrasburgo, tiene competencias específicas, especialmente en el ámbito de la cooperación transfronteriza.

## Estatus político
Estrasburgo es, junto con Nueva York y Ginebra, una de las tres ciudades que albergan grandes instituciones internacionales sin ser capital de un país.
Así, Estrasburgo ha recibido a numerosas personalidades internacionales, como Winston Churchill, Willy Brandt, Konrad Adenauer, Margaret Thatcher, Ronald Reagan en 1985, Yasser Arafat en 1988 y 1994, Juan Pablo II también en 1988, Mijail Gorbachov en 1989, Nelson Mandela en 1990, Isabel II en 1992, Barack Obama en 2009, Ban Ki-moon, Aung San Suu Kyi y el Papa Francisco en 2014.
Veinte instituciones tienen su única o una de sus principales sedes en Estrasburgo. Debido a esta concentración en un área tan pequeña, Estrasburgo, al igual que Bruselas, reclama el título de "capital de Europa". Mientras que Bruselas es la capital de un estado trilingüe, Bélgica, Estrasburgo ha tenido largos periodos de francés y alemán, por lo que está familiarizada con ambas culturas y lenguas.
Desde 2005, Estrasburgo ha creado una comunidad política más amplia, conocida como el «Eurodistrito Estrasburgo-Ortenau» que consiste en una administración conjunta de la aglomeración transfronteriza de Estrasburgo con los municipios alemanes vecinos (Kehl, Offenburg, Lahr y Achern en Baden-Württemberg) en la otra orilla del Rin. La población total de este distrito era de 1 008 000habitantes en 2018.